# PeerBlock
PeerBlock es un cortafuegos personal, gratuito y de código abierto que bloquea los paquetes que provienen de una lista negra basada en hosts. PeerBlock es el sucesor para Windows del software PeerGuardian, que actualmente es mantenido solo para Linux. Bloquea las conexiones entrantes y salientes de direcciones IP incluidas en listas negras (disponibles en Internet) y las direcciones especificadas por el usuario.

## Desarrollo
PeerBlock 1.0 se basa en el mismo código que la versión PeerGuardian 2 RC1 Test3. Esta añade soporte para 32 y 64 bit en Windows Vista, Windows 7 y Windows 8. Cuando PeerGuardian fue descontinuado, su desarrollador Phoenix Labs, animó a los usuarios que migraran a PeerBlock.
PeerBlock está siendo desarrollado por un pequeño equipo de desarrolladores dirigido por Mark Bulas. El alojamiento, así como el controlador firmado, se financia con donaciones del público.

## Características
PeerBlock ha añadido múltiples características en la última versión del programa. Por ejemplo, una lista de bloqueo que se actualiza constantemente y que está gestionada por el sitio web principal y un gestor que permite elegir qué listas se incluyen en el bloqueo. El programa permite al usuario activar y desactivar tanto los rastreadores IP como los HTTP, además de incluir un registro que muestra la hora, la fuente, la dirección IP, el destino y el protocolo del rastreador. Una lista de ajustes permite a los usuarios personalizar tanto la interfaz del programa como su funcionamiento.
Hasta septiembre de 2013, I-Blocklist, el proveedor de las listas de bloqueo que utiliza PeerBlock, admitía la actualización gratuita e ilimitada de las listas. Desde septiembre de 2013, las actualizaciones fueron limitadas a una vez por semana, excepto para los suscriptores de pago. A finales de 2015, las listas de bloqueo dejaron de estar disponibles sin el pago de una suscripción.